# 维吉尔·汤姆森
维吉尔·汤姆森（英語：Virgil Thomson，1896年11月25日—1989年9月30日），美国作曲家、评论家。早年曾旅居欧洲，与一些新古典主义作曲家，以及法国“六人团”成员结识，并师从娜迪亚·布朗热。后来他曾长期在《纽约先驱论坛报》从事音乐评论，并且创作了各种体裁的音乐作品。著名的作品包括歌剧《三幕剧中的四圣徒》和《我们大家的母亲》等，还有曾获得普利策奖的电影配乐《路易斯安那故事》。作为乐评家，汤姆森为现代音乐的普及做出了重大贡献，而且经常发表一些惊世骇俗的言论，例如攻击西贝柳斯等。